# Pjetër Budi
Pjetër Budi vagy olaszul Pietro Budi (da Pietra Bianca) (Gur i Bardhë, 1566 – 1622. december) albán egyházi vezető, egyházi író, költő. Latin és olasz egyházi szövegek fordítója, az első albán nyelvű vallásos versek szerzője.

## Élete
Az északi Mat vidékén, egy kis faluban született. Az itáliai Loretóban, az albán és dalmát ifjakat fogadó Collegium Illyricumban készült papi pályájára. 1587-ben római katolikus pappá szentelték, és előbb Macedóniába és Koszovóba, majd az antivari érsekség különböző egyházközségeiben folytatta papi hivatását tizenkét éven keresztül. 1599-től tizenhét éven át a római katolikus egyház általános szerbiai helynöke volt. 1610-ben Ösküp, 1617-ben pedig Prokuplje káplánjává nevezték ki.
Az Oszmán Birodalom egyik katolikus egyházi vezetőjeként nyíltan nem politizált, de 1616-ban bekapcsolódott a dél-szerbiai albánok törökellenes nemzeti mozgalmába. Boszniai ferences szerzetesekkel, albán muzulmán vezetőkkel és nemzetségfőkkel egyaránt kapcsolatba lépett, abban a reményben, hogy később majd támogatják politikai céljai megvalósításában. Budi célja elsősorban az albán lakta területek, s később a Balkán-félsziget egészének felszabadítása volt az oszmán iga alól, de sem ekkor, sem később nem lépett határozottan a tettek mezejére.
1616 és 1618 között Rómában tartózkodott, hogy előkészítse munkái kiadását. 1618 márciusától 1619 szeptemberéig egy Santiago de Compostela-i zarándoklaton vett részt. Miután visszatért Rómába, igyekezett a vatikáni adminisztráció, a Curia Romana figyelmét felhívni az albán keresztények sanyarú helyzetére, és támogatást kért a fegyveres felkeléshez. 1621. július 20-án Sapë és Sardë (Zadrima) püspökévé (Episcopus Sapatensis et Sardensis) nevezték ki, majd 1622-ben visszatért Albániába. Miután új hivatalában első intézkedése az idegenajkú papok lecserélése volt albán anyanyelvűekkel, kivívta a Vatikán haragját. 1622 decemberében a Drin folyón átkelve a vízbe esett és megfulladt.

## Életműve
Budi első munkája az 1618-ban Rómában megjelent Dottrina christiana (albánul: Doktrina e kërshtenë) című fordítás volt, amelyben Bellarmin Szent Róbert katekizmusát adta közre albán nyelven. Irodalomtörténeti szempontból katekizmusfordításánál jelentősebbek a kötethez csatolt, közel 3 ezer sort kitevő, szintén albán nyelvű vallásos versei. Az albán irodalomtörténet ezeket a legkorábbi geg nyelvjárású versekként tartja számon, noha nagy részük latinból vagy olaszból lett átültetve, s csak egy részük eredeti költemény.
A fentiek mellett két, 1621-ben megjelent szertartás- és imádságoskönyv, a Rituale Romanum és a Speculum confessionis szerzője is. Előbbi latin imádságokat és szentszövegeket tartalmaz albán nyelvű jegyzetekkel, utóbbi pedig a padovai Emerio de Bonis Specchio di confessione című munkájának albán fordítása (albán alcíme Pasëqyra e t’rrëfyemit). Kevésbé jelentős, tizenhat oldalas munkája egy mise liturgiájának leírása (Cusc zzote mesce keto cafsce i duhete me scerbyem, magyarul Bárki megmondhatja, a mise mit szolgál). Említésre méltóak száz oldalt is meghaladó albán nyelvű prózai vázlatai, széljegyzetei, körlevelei.
Költőként a kor viszonylatában tehetségről és könnyed stílusról tett tanúbizonyságot. Nyelvezete a korábbi Gjon Buzukuéval összehasonlítva gördülékeny, pátoszmentes köznyelv, de nem annyira kifinomult és cizellált, mint a fél évszázaddal később élt Pjetër Bogdanié. Négysoros szakaszokra tagolt vallásos költeményeit váltakozó rímképlet jellemzi, és erősen érezhető rajtuk a korszak olasz és latin nyelvű moralizáló költészetének hatása. Előszeretettel választott témájául bibliai eseményeket, dicséreteket és olyan egyetemes témákat, mint a halál elkerülhetetlensége. Jelenet- és zsánerképei különösen életszerűek.

## Művei
- Dottrina christiana composta per ordine della fel. me. di papa Clemente 8. dal r.p. Roberto Bellarmino. Rome: Bartolomeo Zannetti. 1618.
- Poezi (1618–1621). Pun. Rexhep Ismajli. Prishtinë: Rilindja. 1986.